# Love Don't Let Me Go
Pour les articles homonymes, voir Love.
Singles de David Guetta
Just A Little More Love
(2001) People Come, People Go
(2002)
Singles par Chris Willis
Just A Little More Love
(2001) People Come, People Go
(2002)
Clip vidéo
[vidéo] « David Guetta - Love Don't Let Me Go (Official Video) », sur YouTube
Pistes de Just a Little More Love
Just a Little More Love Give Me Something
Love Don't Let Me Go (mon amour, ne me laisse pas partir, en anglais, ce qui peut aussi s'entendre par ne m'abandonne pas ) est une chanson d'amour d'electronic dance music-French touch, des auteurs compositeurs Chris Willis, David Guetta, Joachim Garraud, et Jean Charles Carré. Elle est produite par David Guetta et Joacquim Garraud, enregistrée par ce dernier au Studio Square Prod à Paris. Second single de février 2002, et titre phare extrait du premier album Just a Little More Love du DJ français David Guetta, ce titre en featuring avec le chanteur américain Chris Willis contribue au début de sa célébrité internationale, en atteignant en 2002 la quatrième place du Top 50, certifié Disque d'or par le Syndicat national de l'édition phonographique avec 376 000 exemplaires vendus en France. Le remix de 2006 Love Don't Let Me Go (Walking Away) avec The Egg aura encore plus de succès, numéro un au Royaume-Uni.

## Paroles

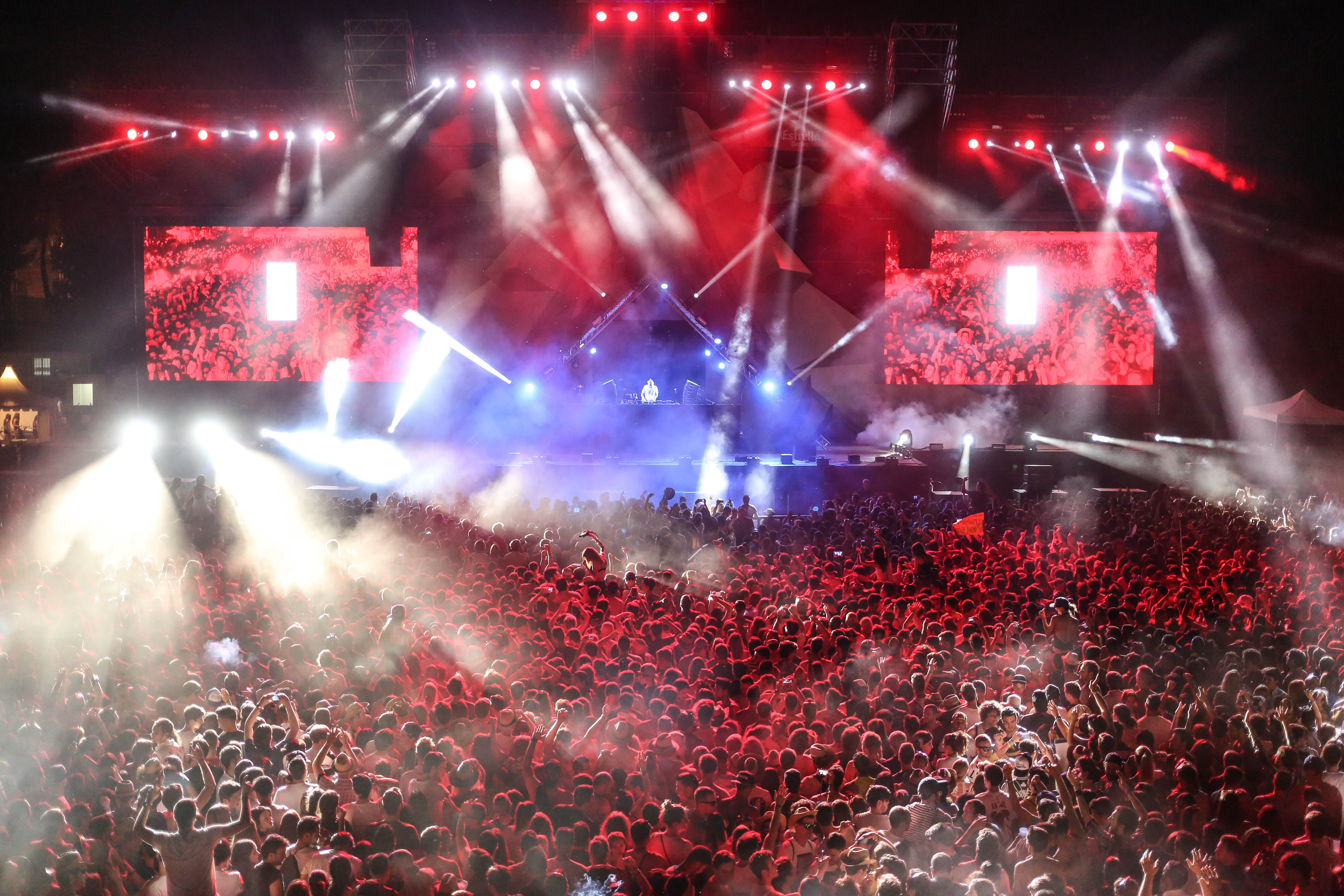
David Guetta, concert Utopía Festival 2016

Dans ce premier tube des années 2000, qui connait un succès populaire international fulgurant, David Guetta, éperdument amoureux de sa compagne, l'implore de ne pas l'abandonner à la suite de tout ce qu'ils ont vécu ensemble « Tu m'as fait danser et pleurer, Avancer et voler, Tu m'as noyé dans une rivière, Froide mais enfiévrée, Mon amour ne m'abandonne pas... ». Le titre est enregistré avec succès en de nombreuses versions remixées.
Profitant de l'important succès populaire de ce tube de son premier album Just a Little More Love (Juste un peu plus d'amour, vendu à près de 300 000 exemplaires dans le monde), David Guetta organise avec son épouse Cathy Guetta ses propres premières soirées concerts d'electronic dance music-French touch « Fuck Me I'm Famous » au Pacha d'Ibiza aux Baléares en Espagne, suivi avec succès d'une série de compilations et d'une tournée en Europe.

## Clip
Le clip officiel de la chanson met en scène une chorégraphie dans l'espace, le système solaire, puis l'Univers, de personnages sous forme d'esprits matérialités sous forme de sorte de poussières de lumière d'étoile.

## Format et listes des pistes
CD-Maxi Virgin (EMI) 	25/02/2002
1. Love, Don't Let Me Go (Main Mix) - 7:25
2. Love, Don't Let Me Go (House Remix) - 5:28
3. Love, Don't Let Me Go (1987 Rister Remix) - 6:46
4. Love, Don't Let Me Go (Scream Mix) - 8:01
5. Love, Don't Let Me Go (Edit Single) - 3:39
6. Love Don't Let Me Go (Walking Away) (Bootleg) - 3:18

## Classement hebdomadaire
| Classement (2002)                       | Meilleure position |
| --------------------------------------- | ------------------ |
| Belgique (Flandre Ultratop 50 Singles)  | 10                 |
| Belgique (Wallonie Ultratop 50 Singles) | 7                  |
| France (SNEP)                           | 4                  |
| Pays-Bas (Single Top 100)               | 37                 |
| Royaume-Uni (UK Singles Chart)          | 46                 |
| Suisse (Schweizer Hitparade)            | 13                 |